# Cerambyx klinzingi
Cerambyx klinzingi là một loài bọ cánh cứng trong họ Cerambycidae.